# Modest Guțu
Modest Guțu (* 14. März 1937 in Lipcani, Bessarabien, Königreich Rumänien) ist ein rumänischer Zoologe. Sein Forschungsschwerpunkt sind die Krebstiere.

## Leben
Guțu wurde in der ehemaligen rumänischen Provinz Bessarabien (heute zur Republik Moldau gehörig) geboren. Während der sowjetischen Besatzung von 1940 bis 1941 wurden Verwandte von ihm nach Sibirien deportiert. 1941 wurde Bessarabien von der rumänischen Armee befreit. 1944, während die sowjetischen Truppen in der Offensive waren, verließ die Familie Guțu Bessarabien und floh in das alte rumänische Territorium. Als 1948 das kommunistische Regime in Rumänien an die Macht kam, begannen für die Familie Guțu Verfolgung, Probleme mit den Sicherheitsbehörden, Entbehrungen und Demütigungen, sowohl wegen ihrer bessarabischen Herkunft als auch weil Guțus Vater dem Klerus angehörte und die Schule für Kirchenmusik absolviert hatte. 
Guțu besuchte die Grundschule und das Gymnasium in Miorcani (Kreis Botoșani), Nordmoldawien. In den Jahren 1951 bis 1954 absolvierte er das Grigore-Ghica-Gymnasium in Dorohoi. Als Schüler interessierte er sich sehr für Technik, Physik und Mathematik. Nach seinem Abschluss wurde seine Einschreibung am polytechnischen Institut von Iași abgelehnt, sodass er sich an der Gartenbau-Fakultät einschreiben musste. Am Ende seines ersten Jahres der landwirtschaftlichen Ausbildung erkrankte er schwer.  Ein fünfmonatiger Krankenhausaufenthalt zwang ihn daher, sich aus der Fakultät zurückzuziehen und Vertretungslehrer in einem Gymnasium zu werden. Ein erneuter Versuch, das polytechnische Institut zu besuchen, scheiterte, und er wurde nach dem ersten Semester aufgrund neuer politischer Überprüfungen ausgeschlossen. Er kehrte als Vertretungslehrer für Landwirtschaft und Biologie zurück, was ihm erlaubte, eine Fakultät im gleichen Bereich zu besuchen. Für drei Jahre absolvierte er das Pädagogische Institut, Fachrichtung Biologie-Landwirtschaft, und ging dann an die Fakultät für Biologie der Babeș-Bolyai-Universität Cluj in Cluj-Napoca. Seine Abschlussarbeit war über die Zehnfußkrebse aus dem rumänischen Litoral des Schwarzen Meeres, für die er unter der Leitung von Vasile Gheorghe Radu (1903–1982) die Höchstnote erhielt.
Im März 1965 wurde Guțu Mitarbeiter am Muzeul Național de Istorie Naturală Grigore Antipa. Direktor Mihai Băcescu stellte ihn vor allem wegen seines zeichnerischen Talents ein. Von Anfang an arbeitete Guțu eng mit Bacescu zusammen und fertigte in der Regel Illustrationen von Schwebegarnelen und Cumacea, sowie Zeichnungen für die Zehnfußkrebs-Bände der Reihe Fauna României, an.  Ab 1969 studierte er auf Rat von Băcescu die Krebstierordnung der Scherenasseln, insbesondere die Unterordnung Monokonophora, die heute ein Synonym für die Gruppe Apseudomorpha ist. Gelegentlich widmete sich Guțu auch anderen Wirbellosengruppen (Insekten, Hohltiere, Vielborster, Ruderfußkrebse und Zehnfußkrebse).
Im Jahr 1971 verfasste Guțu in Zusammenarbeit mit Bacescu seine erste Arbeit über Scherenasseln. Während seines Studiums bemerkte er Widersprüche in der Klassifizierung der Monokonophora, eine heute ungültige Unterordnung der Scherenasseln, die 1956 von Karl Georg Herman Lang aufgestellt wurde. 1972 führte Guțu die neuen Familien Apseudellidae und Whiteleggiidae sowie die Unterfamilien Hemikalliapseudinae und Synapseudinae ein. 
1978 wurde Guțu zur Promotion zugelassen. In den beiden darauffolgenden Jahren absolvierte er seine Prüfungen und begann mit der Vorbereitung seiner Dissertation, die sich mit der Unterordnung Apseudomorpha befasste. Sein Studium wurde kurzzeitig aus politischen Gründen unterbrochen (eine Voraussetzung für die Promotion war die Mitgliedschaft in der Kommunistischen Partei). Erst nach dem Sturz des totalitären Regimes, das auch anderen rumänischen Wissenschaftlern mit abweichender politischer Ideologie den akademischen Aufstieg verwehrte, konnte Modest Guțu 1998 seine Dissertation abschließen und promovieren. Seine Doktorarbeit, die er unter der Leitung von Nicolae Tomescu an der Babeș-Bolyai-Universität Cluj in Cluj-Napoca verteidigte, trägt den Titel The morphological and systematical study of the Recent Tanaidacea (Crustacea) from the Suborder Apseudomorpha. 1990 wurde Guțu zum leitenden Wissenschaftler ernannt und später wurde er Leiter der Wirbellosenabteilung. 1995 trat er zurück, um sich hauptberuflich dem Studium der Apseudomorpha zu widmen. 
Als Museologe hielt Guțu über 130 Vorträge im Museum. Nach dem Erdbeben von 1977 beteiligte er sich an der Reorganisation einiger Abschnitte der öffentlichen Ausstellungen. 
Nach der Renovierung des Gebäudes von 1998 bis 2002 gestaltete er zwei temporäre Ausstellungen (eine für die 70-Jahr-Feier des Museums und eine weitere, die die Ergebnisse seiner Expedition aus Brasilien zeigte). Er bereicherte die Ausstellungen des Museums mit seinen zahlreichen Sammlungen aus dem Schwarzen Meer, Kuba (1973), Indonesien (1991) und Brasilien (1994). Auch beteiligte er sich an Presseveröffentlichungen sowie an Fernsehsendungen. 
Er veröffentlichte 6 Hefte für Kinder, 3 nichttechnische Bücher und ein Reisebuch. Er drehte 6 Dokumentarfilme über Indonesien, die Insel Bali, Brasilien und fertigte über 2000 Dias an (davon fast 400 mit U-Boot-Fotografien aus der Karibik und den umliegenden Meeren Indonesiens).
Mutus Forschungsschwerpunkt war die morphologische und taxonomische Untersuchung der Unterordnung Apseudomorpha aus der Ordnung der Scherenasseln. Gelegentlich arbeitete er auch an der Unterordnung Tanaidomorpha. 
Guțu beschrieb 111 Taxa von Krebstieren, von denen 106 zur Ordnung Tanaidacea gehören. Dazu gehören Erstbeschreibungen von 5 Familien, 5 Unterfamilien, 26 Gattungen, 2 Untergattungen und 68 Arten. Er beschrieb 3 Gattungen und 6 Arten innerhalb der Unterordnung Tanaidomorpha; der Rest betrifft Mitglieder der Überfamilie Apseudoidea.

## Dedikationsnamen
Nach Guțu sind die Arten Caenanthura gutui (Negoescu, 1997), Halmyrapseudes gutui, Kakui & Angsupanich, 2013, Julmarichardia gutui Ritger & Heard, 2007, Kalliapseudes gutui Drumm & Heard, 2011, Katocalliope gutui Ortiz & Lalana, 1997 Poorea gutui, Bird, 2019, Pseudosphyrapus gutui Kudinova-Pasternak, 1985 und Tanapseudes gutui Hansknecht, Heard & Bamber, 2002 benannt.